# Rede CUCA
A Rede CUCA é uma rede de proteção social e oportunidades formada por um conjunto de três complexos multiculturais, esportivos e educacionais denominados Centros Urbanos de Cultura, Arte, Ciência e Esporte, localizados na cidade de Fortaleza, capital do estado brasileiro do Ceará.
Mantidos pela Prefeitura Municipal de Fortaleza, por meio da Coordenadoria Especial de Políticas Públicas de Juventude, os CUCAs  localizam-se em diferentes Secretarias Executivas Regionais do município, destinando-se sobretudo a jovens na faixa de 15 a 29 anos e oferecem difusão cultural, praticas esportivas, formações e produções na área de comunicação, atividades que fortalecem o protagonismo juvenil, a realização da promoção de direitos humanos, uma grande cadeia de eventos diários e milhares de vagas em cursos de formação em áreas como fotografia, cinema, teatro, inglês, produção cultural, dança, moda, informática, natação, pilates, rúgbi, triatlo, futebol, basquete, handebol, capoeira, muay thai, dentre outras áreas educativas.

## História
O primeiro CUCA a ser entregue foi o CUCA Barra, na Barra do Ceará, no dia 21 de agosto de 2009, pela então prefeita de Fortaleza Luizianne Lins (PT), a cerimônia de entrega contou com a presença do então presidente da república Luiz Inácio Lula da Silva, correligionário da prefeita, nesta cerimônia foi assinado o termo de adesão do município ao programa Mais Cultura, vinculado ao MinC, que tinha a finalidade de expandir os as ações culturais nas cidades.
Atualmente existem 5 CUCAs em Fortaleza, CUCA Barra, CUCA Jangurussu, CUCA Mondubim, CUCA José Walter e CUCA Pici. Cada um movimentava cerca de dois mil jovens diariamente, fazendo da Rede um dos maiores programas culturais do estado do Ceará.
O CUCA entregue mais recentemente, foi a unidade do Pici, em 11 de abril de 2022, pelo prefeito José Sarto (PDT).

### CUCA Grande Mucuripe
No dia 16 de junho de 2023 o prefeito José Sarto assinou a ordem de serviço para a construção da sexta unidade da Rede Cuca, no Mucuripe, equipamento que pretende beneficiar jovens e famílias das áreas dos bairros além do Mucuripe como, Vicente Pinzón, Serviluz, Cais do Porto e Titanzinho, em outubro de 2024 as obras alcançaram a marca de 30% de conclusão, com previsão para entrega em 2025, já na administração do atual chefe do executivo, Evandro Leitão, do Partido dos Trabalhadores, uma fez que Sarto não conseguiu se reeleger em 2024.

## Controvérsias

### CUCAs entregues inacabados
Nos dias 29 e 31 de dezembro de 2012 a então prefeita Luizianne Lins, do PT, em seus últimos dias de seu segundo mandato, entregou a população de Fortaleza o CUCA Mondubim, batizado de Chico Anysio e o CUCA Jangurussu, batizado de Luiz Gonzaga, respectivamente, o primeiro, parcialmente inacabado, e o segundo com apenas 30% das obras concluídas, e sem a possibilidade da empresa responsável concluir a obra, uma vez que o contrato não garantia a possibilidade de prorrogação do mesmo.